# 第2期名人戦(旧) (囲碁)
第2期名人戦(旧)（だい2きめいじんせん）
囲碁の名人戦第2期は、1962年（昭和37年）から1963年に行われ、第1期リーグ戦の上位6名と新参加3名の計9によるリーグ戦で、坂田栄男が挑戦者となり、第1期名人藤沢秀行との挑戦手合七番勝負を4勝3敗で制して、名人となった。1961年から本因坊戦3連覇中の坂田栄男は、名人位と本因坊位を併せ持ち、本因坊秀哉以来、選手権制では初の名人本因坊となった。

## 方式
挑戦者決定リーグ参加棋士は、前期シードの呉清源、坂田栄男、木谷實、半田道玄、橋本昌二、藤沢朋斎、新参加の林有太郎、鈴木越雄、宮本直毅の9名。
コミは5目（ジゴは白勝ち）、持時間は各10時間の二日制。

## 結果

### 挑戦者決定リーグ
リーグ戦は、7局目までで坂田栄男6勝1敗、呉清源5勝2敗となり、1963年7月の最終局で坂田が呉を敗り、7勝1敗で挑戦者となった。坂田は1961年に最高位、最強戦、日本棋院選手権戦、NHK杯、本因坊、日本棋院第一位決定戦、王座戦の早碁名人戦を除く七冠を達成し、バチアタリ坂田の異名を取っていた。また藤沢と坂田はこれまで最高位決定戦、日本棋院選手権戦の決勝でも戦っており、ライバル対決となった。
またリーグ戦は今期から3名が陥落することとなり、半田、林、鈴木が陥落となった。

### 挑戦手合七番勝負
七番勝負は、9月29日からの第1局は坂田1目勝、第2局坂田ジゴ勝と、坂田が2連勝、しかし第3局以降藤沢が3連勝して坂田を追い詰める。この敗戦の後坂田は、自宅で古碁を並べて精神を落ち着かせたという。第6局は白番坂田が得意にしていた三々の布石をやめ、一日目の封じ手の藤沢の手が問題で、坂田は「悪手らしい悪手が見当たりません」と呉清源に評された名局で勝ってタイとした。最終第7局では、先番藤沢が3手目で坂田のお株を奪う三々で始まり、白番坂田の120手目が逆ノゾキの妙手と呼ばれる後世に残る手で、坂田が勝って4勝3敗で名人位に就いた。
七番勝負（1963年）（△は先番）
坂田は同年創設された、日本棋院最優秀棋士に与えられる秀哉賞の第1回も受賞。1964年3月には坂田を祝う「本因坊名人の会」が読売ホールで行われ、1500名の参加者があった。

## 対局譜
第2期名人戦挑戦手合い七番勝負第7局 1963年9月29-30日 藤沢秀行名人-坂田栄男(先番)
坂田が2連勝3連敗から1勝を返した後の第7局は紀尾井町の福田屋で行われ、握り直して先番の藤沢は、3手目に初めて打ったと言う三々で坂田の得意を逆用する。左辺黒11は一路下のカケツギ、13で一路下にヒラクのが普通と言われたが、好点の白14を誘って、右辺黒15に回る作戦だった。
黒は右辺の白を攻めて、やや厚い形勢と見ていた。中央のマグサ場が焦点となった局面で、白2（120手目）が誰も予想しなかった妙手で、以後中央を白が地模様にして僅かに逆転した。その後藤沢は動揺して悪手を重ね、最後は右下を白に手にされて、178手までで投了。坂田は4勝3敗で第2期名人となった。
第2期名人戦挑戦手合い七番勝負第5局 1963年9月12-13日 藤沢秀行名人-坂田栄男(先番)
黒番坂田は序盤で右上で三々の肩ツキにズラズラ這って地にしたが、やや利かされだったという。その後下辺の白模様を巧妙に荒らして、細かい局面となった。中央の戦いで黒9（129手目）
が敗着で、白10となって白優勢となった。212手完白2目勝、藤沢は辛抱を重ねて3連勝した。